# マリゴ
マリゴ（Marigot）は、カリブ海のリーワード諸島にあるセント・マーチン島（サン・マルタン島）にある町で、島の北半部を占めるフランス海外準県サン・マルタンの中心地である。

## 地理
セント・マーチン島西部、マリゴ湾（baie de Marigot）に面した港町である。外海と潟湖シンプソン・ベイ・ラグーン (Simpson Bay Lagoon) を分かつ砂州サンディ・グラウンドの付け根に町が広がっている。セント・マーチン島のフランス領側（フレンチ・サイド）の中心で、町には準県政庁（Hôtel de la collectivité）のほか、警察署・図書館・郵便局・病院などがある。免税店などの店が立ち並び、観光客で賑わう。
町の北部、海沿いの高台にある要塞フォート・サン・ルイ（Fort St. Louis） (fr:Fort Louis (Marigot)) は、重要な観光地である。天然の良港でもあり、クルーズ船やヨットなどもよく立ち寄る。

## 歴史
「マリゴ」Marigot は、フランス語で「低湿地」「沼地」を意味している。その名の通り、この町はもともと潟湖のほとりに生まれた漁村であった。ルイ16世治世の1786年、当時の村の北はずれの高台にフォート・サン・ルイが築かれた。
- マリゴの内陸部
- フォート・サン・ルイから見た町
- マリゴの夜景

## 気候
| マリゴの気候           | マリゴの気候 | マリゴの気候 | マリゴの気候 | マリゴの気候 | マリゴの気候 | マリゴの気候 | マリゴの気候 | マリゴの気候 | マリゴの気候 | マリゴの気候 | マリゴの気候 | マリゴの気候 | マリゴの気候 |
| 月                     | 1月          | 2月          | 3月          | 4月          | 5月          | 6月          | 7月          | 8月          | 9月          | 10月         | 11月         | 12月         | 年           |
| ---------------------- | ------------ | ------------ | ------------ | ------------ | ------------ | ------------ | ------------ | ------------ | ------------ | ------------ | ------------ | ------------ | ------------ |
| 平均最高気温 °C （°F） | 28 (83)      | 28 (83)      | 28 (83)      | 29 (84)      | 30 (86)      | 31 (88)      | 31 (88)      | 31 (88)      | 31 (88)      | 31 (87)      | 29 (85)      | 28 (83)      | 29.6 (85.5)  |
| 平均最低気温 °C （°F） | 24 (75)      | 24 (75)      | 24 (75)      | 25 (77)      | 26 (78)      | 27 (80)      | 27 (80)      | 27 (80)      | 27 (80)      | 27 (80)      | 26 (78)      | 24 (76)      | 25.7 (77.8)  |
| 降水量 mm （inch）     | 74 (2.9)     | 48 (1.9)     | 43 (1.7)     | 79 (3.1)     | 99 (3.9)     | 71 (2.8)     | 84 (3.3)     | 114 (4.5)    | 117 (4.6)    | 99 (3.9)     | 117 (4.6)    | 91 (3.6)     | 1,036 (40.8) |
| 出典：Weatherbase      |              |              |              |              |              |              |              |              |              |              |              |              |              |